# Glasnost Defence Foundation
Pour les articles homonymes, voir GDF.
La Glasnost Defence Foundation ou GDF est un organisme de défense de la liberté d'expression.
Créée en 1991 à Moscou, cette organisation non gouvernementale fait suite à la politique de glasnost mise en place par Mikhaïl Gorbatchev. Elle a en 2006 établi 10 succursales régionales et un réseau de professionnels qui notent les abus des droits de l'homme en Russie au jour le jour.
Dans la pratique la GDF agit à plusieurs niveaux; en proposant la défense des médias par un soutien juridique aux journalistes dont les droits ont été bafoués; en rapportant ces abus notamment au sein de l'IFEX; et en informant de leurs droits les journalistes, les hommes de loi, les travailleurs des médias, et autre activistes des droits de l'homme.
Cette organisation est financée par la National Endowment for Democracy.